# Rio Sul Serviços Aéreos Regionais
A Rio Sul Serviços Aéreos Regionais era uma companhia aérea brasileira com sede jurídica na cidade do Rio de Janeiro. Era uma linha aérea regional que operava no centro-sul do Brasil, com base operacional no Aeroporto de Congonhas em São Paulo, com hubs nos aeroportos de Porto Alegre (POA) e Santos Dumont (SDU), no Rio de Janeiro.

## História

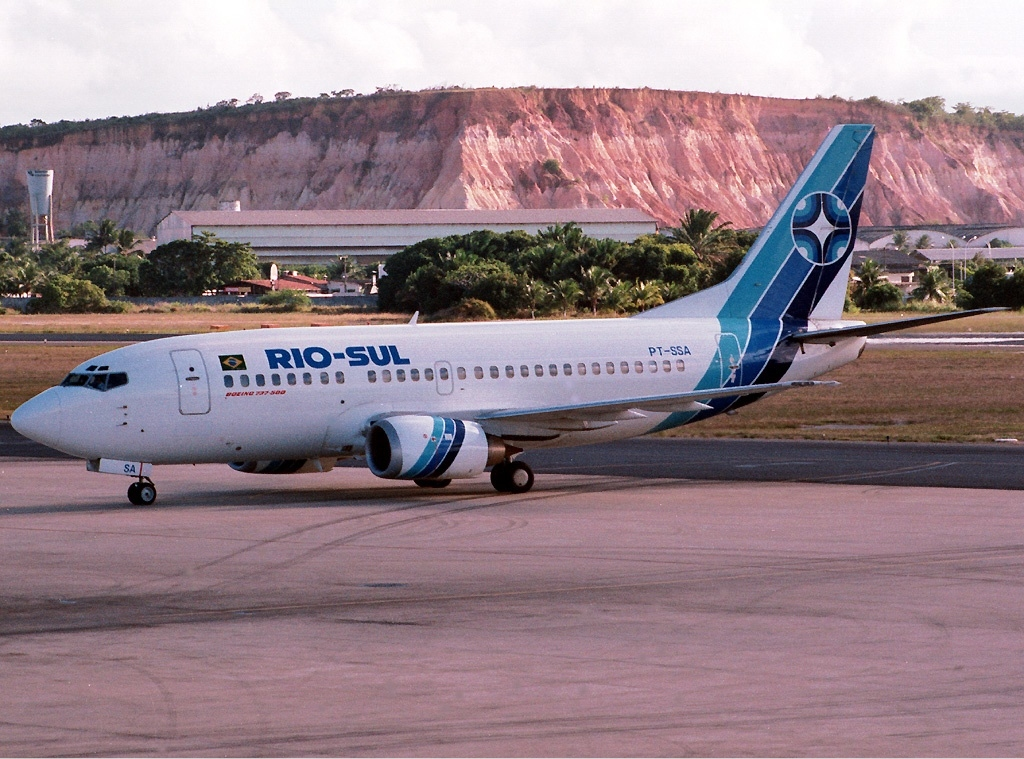
Boeing 737-500 da Rio-Sul no Aeroporto Internacional do Recife em 1998.

O começo da história da Rio-Sul iniciou-se nos meados da década de 1970. A Varig era uma companhia aérea que operava em quatro continentes, e, depois da compra da Cruzeiro do Sul, se tornou líder inconteste do mercado aéreo. Em termos globais, a Varig estava entre as 30 maiores transportadoras pelo ranking da IATA. A Varig mantinha uma rede regional, principalmente em seu estado de origem, o Rio Grande do Sul, operando com aeronaves HS 748. Porém, o mercado regional foi perdendo sua importância, com o surgimento de novas rodovias e os centros urbanos tornando a força motriz da economia nacional, mas, para a Varig, abandonar o interior gaúcho simbolicamente significava "apagar sua história".
Na época, o Brasil passava atravessava uma fase de "milagre econômico" o que fez com que o Ministério da Aeronáutica dividisse o país em cinco regiões - Norte, Nordeste, Central, São Paulo/Centro Oeste e Sul. Desta maneira, oferecendo oportunidade de companhias de Taxi aéreo realizarem exploração comercial destas áreas como empresas regionais. Também estavam presentes no consórcio o Banco Bradesco e a seguradora Atlântica-Boavista.
A Top Táxi Aéreo associou-se à Varig originando a Rio Sul Linhas Aéreas S/A, uma empresa somente de voos regionais, iniciando operações com uma frota de oito aviões.
O primeiro voo da nova companhia foi realizado no dia 9 de setembro de 1976, na linha Porto Alegre/Pelotas/Rio Grande. A Rio-Sul começou a operar seus primeiros voos com dois Embraer EMB-110 Bandeirante e 4 Piper NavajoChieftain, além de dois jatos executivos Sabreliner 60 que faziam voos fretados. Havia também um jato Learjet, propriedade de terceiros que era utilizado em voos de táxi aéreo agenciados pela própria Rio-Sul. No início da década de 80, a Sul América Seguros vendeu suas ações à Fundação Rubem Berta e à Cruzeiro e, por conta disso, o grupo liderado pela Varig passou a deter dois terços do controle acionário da companhia. Em 1982 a empresa já totalmente estabelecida no mercado passou a operar em maio daquele mesmo ano 2 Fokker F-27 e a empresa pode ver a cada ano seu potencial crescer, dando lucro a empresa. Com a criação do Aeroporto Internacional de Guarulhos, em janeiro de 1985, Congonhas acabou perdendo suas principais ligações domésticas. Em novembro daquele mesmo ano, as empresas solicitaram ao Departamento de Aviação Civil (DAC) a autorização para operar um novo serviço de voos que ligasse os aeroportos centrais de São Paulo, Rio de Janeiro, Belo Horizonte e também o de Curitiba. Nasciam os chamados Voos Diretos ao Centro, que logo tiveram boa aceitação entre os passageiros que voavam a negócios. Esses voos teriam início em maio de 1986 e da Rio-Sul foram designadas as linhas Rio-Belo Horizonte e São Paulo-Curitiba. Neste mesmo ano a empresa já contava com uma frota de 8 Fokker F-27 e 7 Bandeirantes.
Na década de 90 a Varig comprou a Nordeste Linhas Aéreas Regionais. Durante o tempo a empresa adicionou novos destinos a sua malha que ficava cada vez mais completa e diversificada. A empresa foi conhecida pela sua excelência nos serviços. Em 2002 e 2003 as operações da Rio Sul e da Nordeste foram fundidas com a Varig devido à crise financeira que pairava sob a empresa mãe.
Um dos executivos da empresa foi o empresário, colecionador, pesquisador e escritor George Ermakoff.

## Frota

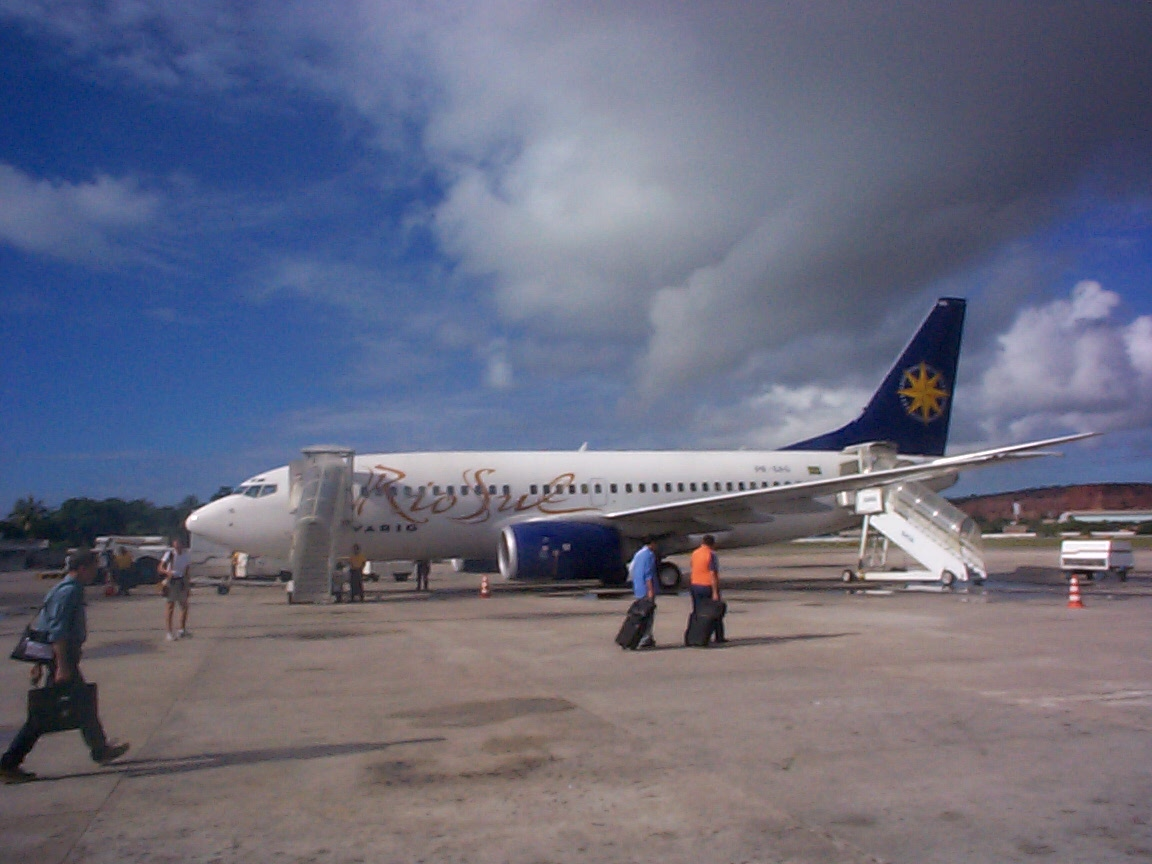
Boeing 737-700 da Varig Rio-Sul em 2003.

| Aeronave        | Quantidade | Período de uso |
| --------------- | ---------- | -------------- |
| Boeing 737-300  | 4          | 2000 - 2005    |
| Boeing 737-500  | 16         | 1992 - 2005    |
| Boeing 737-700  | 5          | 2001 - 2005    |
| Embraer EMB-110 | 7          | 1984 - 1992    |
| Embraer EMB-120 | 12         | 1988 - 2001    |
| Embraer ERJ-145 | 16         | 1997 - 2002    |
| Fokker F27-200  | 5          | 1984 - 1988    |
| Fokker F27-500  | 8          | 1986 - 1992    |
| Fokker F50      | 10         | 1992 - 1999    |